# Mites aborígens australians

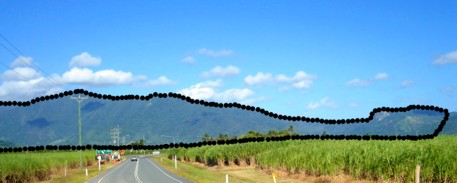
L'ésser mitològic del poble djabugay, el Damarri, transformat en una serralada, pot observar-se en aquesta imatge estirat sobre la seva esquena a sobre del riu Barron, mirant cap al cel, a la regió de boscos tropicals humits del nord-est australià.

Els mites aborígens australians (també coneguts com les històries del temps dels somnis, Songlines o la literatura oral aborigen) són les històries (sovint emprades en rituals) explicades pels pobles aborígens australians dins de cadascun dels grups lingüístics als quals pertanyen al llarg del continent australià.
Tots aquests mites expliquen de diferents maneres, màximes dins de la cultura de cada grup aborigen particular. Aquests mites es poden trobar per tota Austràlia, amb gran importància cultural i un significat profund, permeten d'assolir a certs grups el nivell de coneixement i saviesa acumulada pels ancestres dels aborígens des de temps immemorials.
La Encyclopaedia of Aboriginal Australia escrita per David Horton conté un article sobre la mitologia aborigen en el que indica:

"En un mapa mític d'Austràlia, apareixerien milers de personatges, tots amb diferents graus d'importància, però sempre connectats amb la Terra d'alguna o altra forma. Alguns van emergir en llocs específics i van mantenir un nivell espiritual a la seva proximitat. D'altres varen venir d'altres indrets i més tard varen desplaçar-se a altres llocs."
"Molts canviaven de forma i es transformaven en éssers humans, espècies naturals o en forces naturals com roques; qualsevol transformació deixava impregnats d'essència espiritual els llocs mencionats en les seves històries."

## Antiguitat
En registrar els mites aborígens australians en els seus idiomes originals, el lingüista australià RMW Dixon va trobar coincidències entre alguns dels paisatges descrits dins dels diversos mites i els descobriments científics que estaven sent realitzats sobre aquests mateixos llocs. En el cas de la Mesesta d'Atherton, els mites expliquen els orígens dels llacs Eacham, Barrine i Euramo. Investigacions geològiques han conclòs que les explosions volcàniques formatives descrites pels comptadors de mites aborígens van tenir lloc fa més de 10.000 anys enrere. Mostres de pol·len fòssil del llim que s'havia assentat al fons dels cràters van confirmar la història aborigen. Quan els cràters van ser formats, els eucaliptus eren dominants, a diferència de les actuals jungles humides del lloc.
Dixon va observar a partir de l'evidència disponible que els mites aborígens en relació amb l'origen dels llacs del cràter poden ser confirmats fins fa 10.000 anys enrere. Posteriors investigacions del material per part de l'Australian Heritage Comission va fer que el mite dels llacs dels cràters siguin llistats nacionalment al Registre Nacional, i inclosos en la nominació d'Austràlia dels tròpics humits de Queensland com a Patrimoni Mundial, per ser un "registre sense igual d'esdeveniments humans que daten de l'era del Plistocè".
Des d'aleshores, Dixon ha reunit un nombre semblant d'exemples de mites aborígens australians que descriuen paisatges d'un passat antic amb precisió. Va observar amb particularitat els nombrosos mites que parlen sobre els nivells del mar en temps passats, entre ells:
- el mite de Port Phillip (registrat segons va ser contat a Robert Russell el 1850), que descriu Port Phillip Bay com un lloc de terra ferma en algun moment en el passat, i al riu Yarra amb un curs diferent, passant pel que a aquest llavors era el pantà de Carrum Carrum.
- el mite del litoral de la Gran Barrera de Corall (explicat a Dixon) a Yarrabah, al sud de Cairns, compta sobre un litoral passat que es trobava a l'extrem de l'actual Gran barrera de corall, i dona noms a llocs que actualment estan completament submergits utilitzant els noms dels tipus de boscos i arbres que alguna vegada van créixer allà.
- els mites del Llac Eyre (registrats per J. W. Gregory el 1906), que parlen sobre els deserts d'Austràlia Central com a zones que alguna vegada van ser planes fèrtils i humides, i que els deserts als voltants de l'actual Llac Eyre eren un jardí sense fi. Aquesta història concorda amb la conclusió actual dels geòlegs que hi va haver una fase humida fins a principis de l'Holocè quan el llac podia haver tingut aigua en forma permanent.

## Visió general

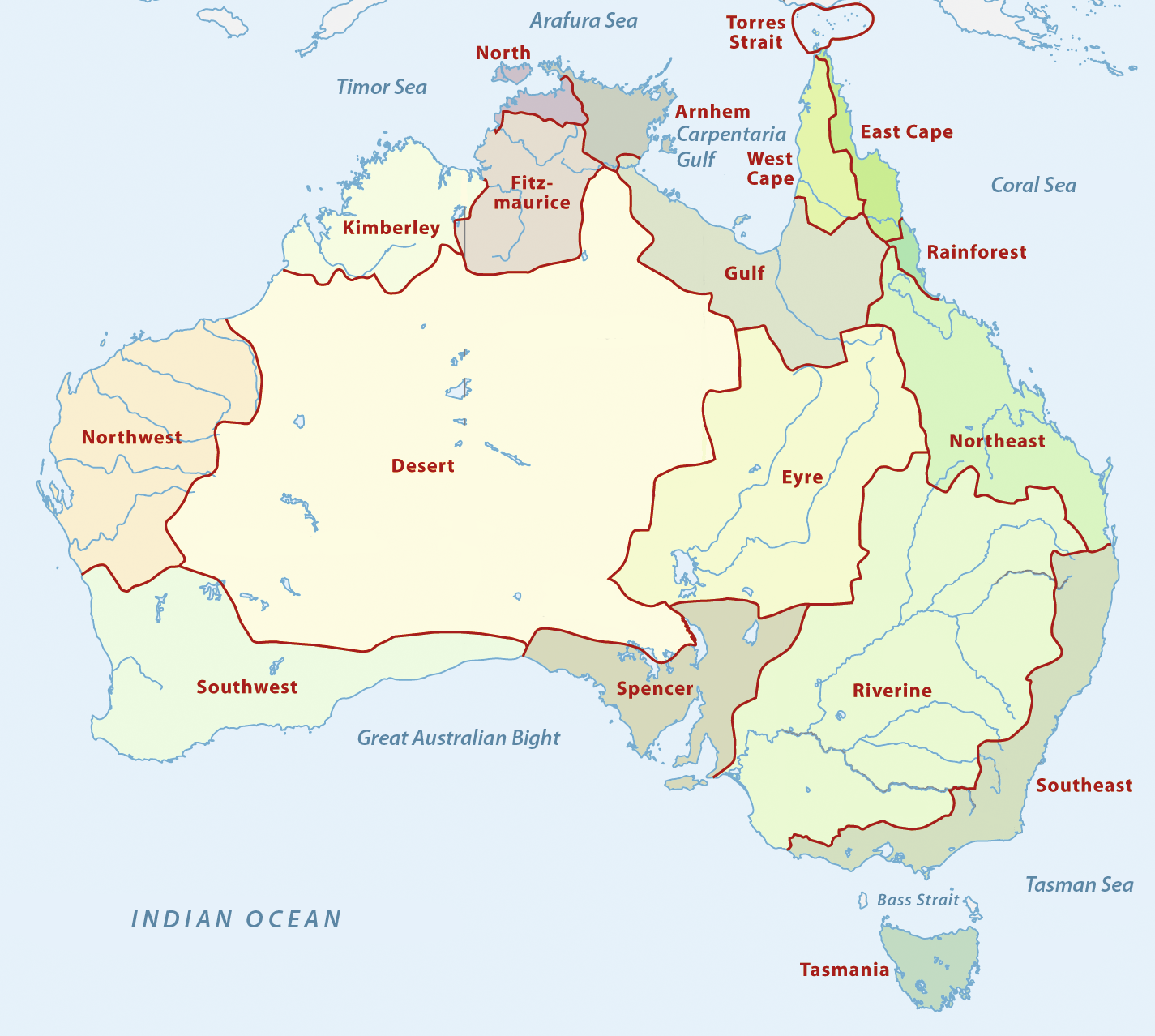
Mapa de les regions dels pobles indígenes a Austràlia

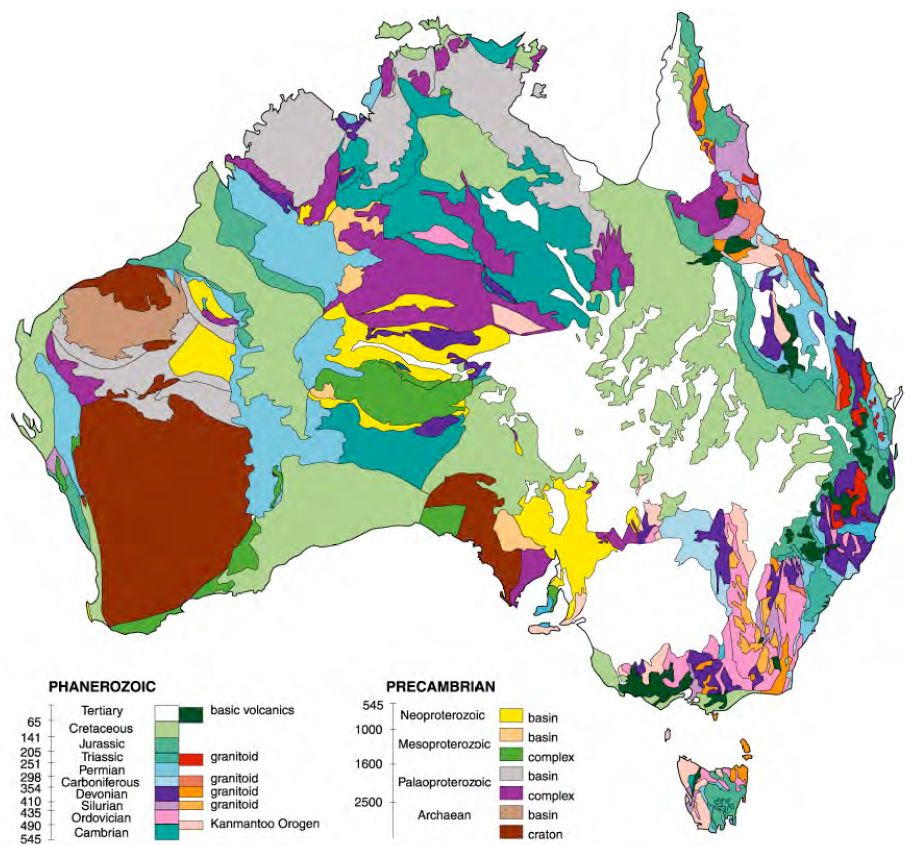
Mapa geològic d'Austràlia

Les històries consagrades a la mitologia aborigen "expliquen veritats significatives dins del paisatge local de cada grup aborigen. Mostren una capa completa de la topografia del continent australià amb matisos culturals i un significat més profund, i donen poder als públics seleccionats amb la saviesa i el coneixement acumulats dels avantpassats aborígens australians des de temps immemorials".
L'Encyclopaedia of Aboriginal Australia de David Horton conté un article sobre la mitologia aborigen que indica: "Un mapa mític d'Austràlia mostraria milers de personatges, de diferent importància, però tots connectats d'alguna manera amb la terra. Alguns van sorgir als seus llocs específics i es van quedar espiritualment en aquells voltants. Altres venien d'un altre lloc i es van desplaçar. Molts estaven canviant de forma, transformant-se en éssers humans o espècies naturals, o en característiques naturals com les roques, però tots van deixar una mica de la seva essència espiritual als llocs assenyalats a les seves històries".
Les mitologies aborígens australianes s'han caracteritzat "al mateix temps per fragments d'un catecisme, un manual litúrgic, una història de la civilització, un manual de geografia i, en molt menor mesura, un manual de cosmografia".

### Diversitat
Hi ha 900 grups aborígens diferents a Austràlia, cadascun es distingeix per noms únics que solen identificar llengües, dialectes o manierismes de parla particulars. Cada llengua s'utilitzava per als mites originals, dels quals deriven les paraules i els noms distintius dels mites individuals.
Amb tants grups, llengües, creences i pràctiques aborígens diferents, els estudiosos no poden intentar caracteritzar, sota un únic encapçalament, la gamma completa i la diversitat de tots els mites explicats, desenvolupats, elaborats, interpretats i experimentats de manera variada i contínua pels membres del grup de tot el món. Els intents de representar els diferents agrupaments en mapes han variat molt.
L'Encyclopaedia of Aboriginal Australia, tanmateix, indica que: "Una característica intrigant [de la mitologia aborigen australiana] és la barreja de diversitat i semblança en els mites de tot el continent".
El fulletó del Council for Aboriginal Reconciliation pretén presentar formalment als australians no indígenes les perspectives aborígens sobre el medi ambient. Fa la següent generalització sobre els mites i la mitologia aborígens: "...generalment descriuen els viatges d'éssers ancestrals, sovint animals o persones gegants. Muntanyes, rius, pous d'aigua, espècies animals i vegetals i altres recursos naturals i culturals van sorgir com a resultat dels esdeveniments que van tenir lloc durant aquests viatges. La seva existència en els paisatges actuals és vista per molts pobles indígenes com una confirmació de les seves creences de creació... Les rutes fetes pels éssers creadors en els seus viatges en el temps dels somnis per terra i mar... enllaça molts llocs sagrats en una xarxa de pistes que recorren el país. Les pistes dels somnis poden recórrer centenars, fins i tot milers de quilòmetres, des del desert fins a la costa [i] poden ser compartides per pobles dels països pels quals passen les pistes...".

### Perspectiva dels antropòlegs
Els antropòlegs australians disposats a generalitzar suggereixen que els mites aborígens que els pobles aborígens encara fan a tota Austràlia compleixen una funció social important entre els seus públics destinats: justificar l'ordenació rebuda de la seva vida quotidiana; ajudant a donar forma a les idees de la gent; i ajudar a influir en el comportament dels altres. A més, aquesta actuació sovint incorpora i "mitifica" contínuament esdeveniments històrics al servei d'aquests propòsits socials en un món modern que d'altra manera canviava ràpidament.

### Perspectiva dels aborígens
Els especialistes aborígens disposats a generalitzar creuen que tots els mites aborígens d'Austràlia, en combinació, representen una mena de biblioteca no escrita (oral) dins de la qual els pobles aborígens aprenen sobre el món i perceben una "realitat" peculiarment aborigen dictada per conceptes i valors molt diferents dels de societats occidentals⁣: "Els aborígens van aprendre de les seves històries que una societat no s'ha de centrar en l'ésser humà sinó en la terra, per no oblidar la seva font i propòsit... els humans són propensos a un comportament d'explotació si no se'ls recorda constantment que estan interconnectats amb la resta de la creació, que ells com a individus només són temporals en el temps i que les generacions passades i futures s'han d'incloure en la seva percepció del seu propòsit a la vida." "La gent va i ve però la Terra, i les històries sobre la Terra, es queden. Aquesta és una saviesa que requereix vides d'escolta, observació i experiència... Hi ha una profunda comprensió de la naturalesa humana i del medi ambient... Els llocs contenen "sentiments" que no es poden descriure en termes físics... sentiments subtils que ressonen a través dels cossos d'aquestes persones... És només quan es parla i està amb aquestes persones que aquests "sentiments" es poden apreciar realment. Això és... la realitat intangible d'aquesta gent..."

### Llocs sagrats
Els aborígens observen alguns llocs com a sagrats, a causa del seu lloc central en la mitologia de la gent local.